# Condado de Van Buren (Míchigan)
El condado de Van Buren (en inglés: Van Buren County), fundado en 1829 y con su nombre en honor al general Martin Van Buren, es un condado del estado estadounidense de Míchigan. En el año 2000 tenía una población de 76.273 habitantes con una densidad de población de 48 personas por km². La sede del condado es Paw Paw.

## Geografía
Según la oficina del censo el condado tiene una superficie total de 2823 km² (1090,0 mi²), de los que 1582 km² (610,8 mi²) son tierra y 124 km² (47,9 mi²) (43,97%) son agua. Por este condado pasan los ríos Paw Paw y Black.

### Condados adyacentes
- Condado de Allegan - norte
- Condado de Kalamazoo - este
- Condado de St. Joseph - sureste
- Condado de Cass - sur
- Condado de Berrien - suroeste

#### Principales carreteras y autopistas
- Interestatal 94
- Interestatal 196
- Interestatal 196
- U.S. Autopista 31
- Carretera estatal 40
- Carretera estatal 51
- Carretera estatal 140
- Carretera estatal 152
- CR A-2

### Espacios protegidos
En este condado se encuentran varias zonas naturales protegidas y recreativas:
- Dunes Parkway, que protege un espacio de dunas.
- Jeptha Lake Fen Preserve.
- Keeler State Game Area.
- Ross Preserve, que protege una zona costera.
- Van Buren State Park.

## Demografía
Según el censo del 2000 la renta per cápita media de los habitantes del condado era de 39.365 dólares y el ingreso medio de una familia era de 45.824 dólares. En el año 2000 los hombres tenían unos ingresos anuales 35.317 dólares frente a los 25.063 dólares que percibían las mujeres. El ingreso por habitante era de 17.878 dólares y alrededor de un 11,10% de la población estaba bajo el umbral de pobreza nacional.

## Lugares

### Ciudades y villas
| - Bangor - Gobles - Hartford - South Haven | - Bloomingdale - Breedsville - Decatur - Lawrence - Lawton - Mattawan - Paw Paw |

### Municipios
| - Municipio de Almena - Municipio de Antwerp - Municipio de Arlington - Municipio de Bangor - Municipio de Bloomingdale - Municipio de Columbia | - Municipio de Covert - Municipio de Decatur - Municipio de Geneva - Municipio de Hamilton - Municipio de Hartford - Municipio de Keeler | - Municipio de Lawrence - Municipio de Paw Paw - Municipio de Pine Grove - Municipio de Porter - Municipio de South Haven Charter - Municipio de Waverly |